# دين شعبي

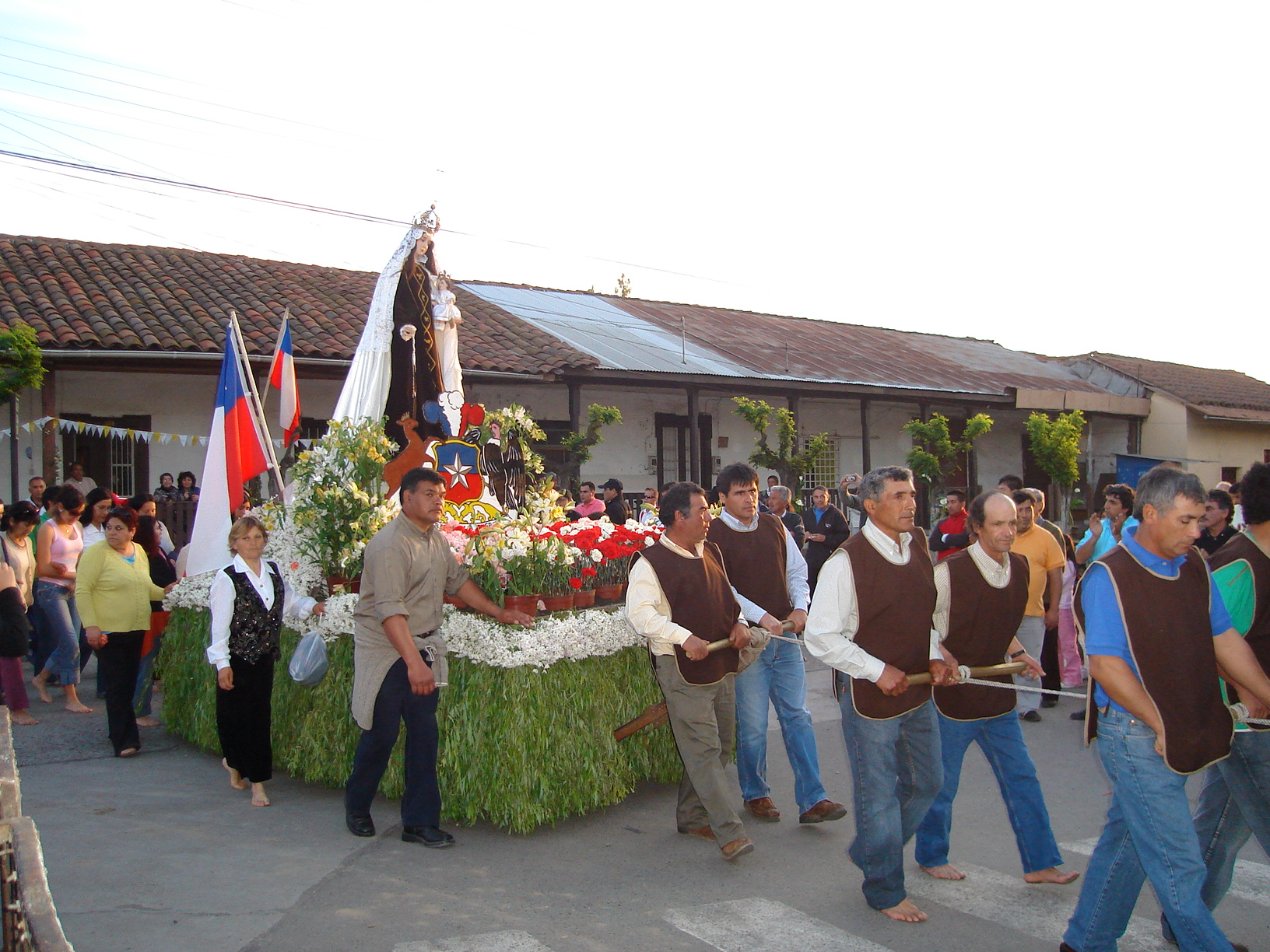

يتكون الدين الشعبي من التقاليد العرقية أو الدينية الإقليمية تحت مظلة أي دين منظم، لكن بعيدًا عن المذاهب الرسمية وممارساتها. وعَرّف دون يودر (Don Yoder) «الدين الشعبي» بأنه عبارة عن مجموعة الآراء والممارسات الدينية المنتشرة بين الناس بعيدًا عن اللاهوتية المتشددة وأشكال الطقوس الدينية للدين الرسمي أو بجانبها."
ويتم تفسير مصطلح «الدين الشعبي» بصفة عامة على أنه يشمل موضوعين مرتبطين، لكنهما منفصلان. الأول؛ هو البعد الديني لـ الثقافة الشعبية أو الأبعاد الشعبية الثقافية للدين. ويشير البعد الثاني إلى دراسة التوفيق بين ثقافتين في مراحل مختلفة من التعبير الرسمي، مثل مزيج من المعتقدات الشعبية الإفريقية والكنيسة الرومانية الكاثوليكية التي أدت إلى تطوير الفودو (Vodun) وسانتيريا (Santería) وامتزاجات مماثلة للأديان الرسمية مع الثقافات الشعبية.
وتعد الديانة الشعبية الصينية وكذا المسيحية الشعبية والهندوسية الشعبية وأيضًا الإسلام الشعبي من أمثلة الدين الشعبي المرتبط بالأديان الرئيسة.
وفي بعض الأحيان، فإنّ هناك توترًا ينشأ بين ممارسة الدين الشعبي والمذاهب الرسمية التي تدرّس تعاليم الدين.[بحاجة لمصدر] وفي حالات أخرى، يتم اعتماد الممارسات التي نشأت في الدين الشعبي كجزء من الدين الرسمي.[بحاجة لمصدر]
ويستخدم هذا المصطلح، خاصة بواسطة رجال الدين في الديانات المعنية، ليصف رغبة الناس وخاصة أولئك الذين يخدمون العبادة الدينية ولا ينتمون إلى الكنيسة أو المجتمع الديني المماثل والذين لا توجد لهم مهنة رسمية من الإيمان وبخاصة في العقيدة الدينية، وتقام لهم حفلات زواج أو جنازات دينية، أو (بين المسيحيين) لينصب أطفالهم المعمودية.
وتشتمل معظم الأديان الشعبية على:
- التجلي الإلهي والظواهر المماثلة، مثل: ظهور ماريان الذي نشأ بعيدًا عن الطقوس الدينية الرسمية والتسلسل الهرمي للديانات.
- الاعتقاد السحري
  - الخصائص الوقائية التي تتم نسبتها إلى المواضيع الدينية، مثل: النسخة الخاصة من الكتاب المقدس أو أكياس الفودو أو المصلوب أو الأحجار أو البلورات أو ريش النسر أو أي موضوع خاص بـ«قوى» أخرى..
  - الاعتقاد في الأنظمة التقليدية لـ السِحر (الشؤم (hoodoo) والفودو وأسير حرب وبينيدكاريا (Benedicaria) وبالو مونتي (Palo Monte) وأنيتو (Anito) وسانتيريا وكاتيمبو (Catimbó))
  - الطقوس لمنع الحسد واللعنات والشياطين والعرافة وغيرها.